# Фрідріхсграбен
Фрідріхсграбен (нім. Friedrichsgraben) — громада в Німеччині, розташована в землі Шлезвіг-Гольштейн. Входить до складу району Рендсбург-Екернферде. Складова частина об'єднання громад Гонер-Гарде.
Площа — 5,39 км2. Населення становить 48 ос. (станом на 31 грудня 2020).